# Novohradka
Die Novohradka, früher Nadimač (deutsch Neuschlosser Bach, am Unterlauf Wolschinka) ist ein rechter Zufluss der Chrudimka in Tschechien.

## Verlauf
Die Novohradka entspringt als Vranický potok in 649 m. ü. M. in der Böhmisch-Mährischen Höhe östlich des Ortsteils Paseky in der Gemeinde Proseč und verläuft zunächst nach Norden. Zwischen Bor u Skutče und Jarošov durchbricht sie in einem engen Tal das Naturreservat der Sandsteinfelsenstadt Toulovcovy maštale, aus der mehrere Bäche zufließen. Bei Nové Hrady wendet sich das Flüsschen nach Nordwesten und fließt bei  Luže auf die Chrudimer Tafel. Über Lozice, Jenišovice, Chroustovice, Čankovice, Hrochův Týnec, Vejvanovice, Dvakačovice und Úhřetice führt der Flusslauf bis Úhřetická Lhota, wo sie nach 49,2 km in 229,5 m ü. M. in die Chrudimka einmündet. Ihr Einzugsgebiet beträgt 470 km².

## Zuflüsse
- Prosečský potok (l), bei Nové Hrady
- Krounka (l), bei Janovičky
- Anenský potok (l), Radim
- Žejbro (l), bei Psotnov
- Ležák (l) bei Hrochův Týnec